# Parafia św. Maksymiliana w Pakosławiu
Parafia Świętego Maksymiliana Marii Kolbego w Pakosławiu – jedna z 10 parafii rzymskokatolickich w dekanacie iłżeckim diecezji radomskiej.

## Historia
- W 1987 został zbudowany w Pakosławiu kościół filialny parafii Iłża wg projektu mgr. inż. Stanisława Fudala. Był to zarówno punkt katechetyczny, jak kaplica do sprawowania Eucharystii. Parafia w Pakosławiu została erygowana przez bp. Henryka Tomasika 1 lipca 2013 z wydzielonego terenu parafii Iłża.

## Terytorium
- Do parafii należy Pakosław i Michałów Pakosławski (nr 1–14)[1].

## Proboszczowie
- 2013 – nadal – ks. Wojciech Solecki